# Tillandsia 'Zebrina'
Tillandsia 'Zebrina' es un cultivar híbrido del género Tillandsia perteneciente a la familia Bromeliaceae.
Es un híbrido creado en el año 1982 con las especies Tillandsia ionantha × desconocida.